# 吃自己的狗粮
Eating your own dog food（直译为“吃你自家的狗粮”，亦略称为dogfooding）是一句英语俚语，常用于描述公司（尤指软件公司）使用自己生产的产品这一情况。

## 起源
软件杂志的编辑曾指出这句俚语的几个可能的来源：
1. 在1980年代的一则Alpo牌狗粮的电视广告中，洛恩·格林（英语：Lorne Greene）表示他用Alpo牌狗粮喂食自家的狗。
2. Kal Kan宠物食物公司的总经理传说曾在股东大会上吃了一罐自己公司的狗粮。

而在IT业界这句俚语可能最早是于1988年开始使用的。当时微软公司的高级主管保罗·马瑞兹曾写过一封题为“Eating our own Dogfood”（吃我们自家的狗粮）的邮件，在邮件中他向微软局域网管理工具项目的测试主管布莱恩·瓦伦蒂尼提出“提高内部使用自家产品比重”的挑战。而从此以后，这一俚语在公司内就传播开来了。

## 优势
Dogfooding策略多基于一种常见的思维：如果公司打算让顾客买自己的产品，那至少公司自己也要愿意使用这些产品。从这点出发，Dogfooding常被公司作为彰显其对自己产品的信心的方法，所以也可以看成是为自家产品做广告的手段，如微软和Google都强调在公司内部使用自己的软件产品，而至少在微软就有这样的状况（尤其在软件开发阶段）：所有员工可选择以如每夜自动更新的方式获取大部分正处于开发阶段的产品（甚至包括Windows）的每日构建版本，亦可选择在产品发布前用手动更新的方式获取较为稳定的beta版本或发布候选版本。
除了营销的效果外dogfooding还有一个显而易见的好处：dogfooding使开发者能够在现实的场景中测试自家公司的产品，这样就能在产品发布前让项目管理者对产品将被如何使用有更好的认知。相对应的，在软件开发过程中，dogfooding的方式也多种多样，如建立构建分支、建立个人构建版本与直接进行个人测试，这些方法都能帮助开发者在将修改集成进每日构建版本前进行可行性测试，因而可以使构建版本更加稳定，并且能避免可能的不一致问题与依赖关系问题，尤其是在许多开发者（或者是开发团队）参与同一个产品的开发的时候。

## 批评
在网络媒体InfoWorld的一则文章中曾评论说这种行为应该是透明而诚实的：
|             | ...可以忽略掉许多有水分的例子，例如针对经销商设立规则使其只能贩卖自己的产品，又或可口可乐公司严禁员工将百事可乐产品带入办公室内；假使本来就没有选择的权利，那宣称这是“自己做出的决定”就显得不着边际了。 |
| ——Tom Yager | |

在业界中常认为强制让产品设计者去实际使用他们所设计的产品可提高产品的质量和可用性，但软件开发者自己可能也并不看重可用性（或者说，易用性）：他们懂得怎样让软件正常工作，而最终用户或许就缺乏相关知识。在2008年，时任微软CIO的Ed Sperling就有注意到一点，他曾如此表示：
|               | （以前）我们倾向于不去注意实际客户的使用体验；我们只是直接从beta版而非在量产版间升级。 |
| ——Ed Sperling |                                                                                        |

另一方面也有人认为dogfooding策略可能会有负面效果：使用Dogfooding策略的时机必须有所选择，太早进行可能会使可行性大打折扣；另一方面说被迫使用产品的开发者在碰到问题时可能会假定已经有其他人回报而不再提出，有的甚至习惯于用一些临时性的解决措施来应付使用问题，而不是从根源上消除之。Dogfooding也可能是很不现实的，因为顾客也常一起使用多个不同公司的产品，这时产品的实际应用就会和本来设计预想的功能有所不同。除此以外，采用dogfooding策略还可能导致开发团队的效率和士气都有所降低，极端情况下甚至会导致NIH综合症。而公开进行dogfooding也有一定风险：具体来说，当一个公司在使用自己的产品时出现问题的时候，公众可能也会对该公司的产品失去信心，这也正是当今公开进行dogfooding的行为相当少的原因。

## 实例
苹果电脑公司总裁迈克尔·斯考特在1980年曾在一份备忘录中如此写到：“立即生效！别再购买或租用（或以其他方式获取）更多的打字机了。”并以之宣示要在1981年1月1日清理掉公司内的所有打字机并以电脑代之 。
在1999年，惠普公司员工曾提及公司在内部推广使用自家产品的计划，而有趣的是该计划名即“Alpo计划” 。
时代华纳与美国在线合并时，新公司“美国在线·时代华纳”采用了美国在线的电子邮件系统，结果导致邮件丢失，生产率也有所降低，于是这一邮件系统后来就被弃用了。
在2011年6月1日，YouTube为其视频上传服务添加了一个新特性，使用户可以在标准授权与创作共用协议间选取自己需要的授权许可，而在没有标明商业使用许可的视频的许可证标识之下都有着“Shh! - Internal Dogfood”这样的信息，后来一个YouTube雇员证实这一信息是用于标识内测中的产品的。

## 变种
在2007年间，上市公司Pegasystems的CIO谈到她使用另一个短语“drinking our own champagne”（直译为“喝我们自己的香槟”）以表达dogfooding的意思，而后来Novell的公关部长Bruce Lowry在评论Novell使用Linux与OpenOffice.org的情况时也表示更偏爱这一短语。在2009年间，微软的新任CIOTony Scott则从开发的产品犹如制造「顾客想买的冰淇淋」般的角度出发，提出“dogfooding”这一短语不够有吸引力而应以“icecreaming”代之。